# Munksnäs svenska samskola

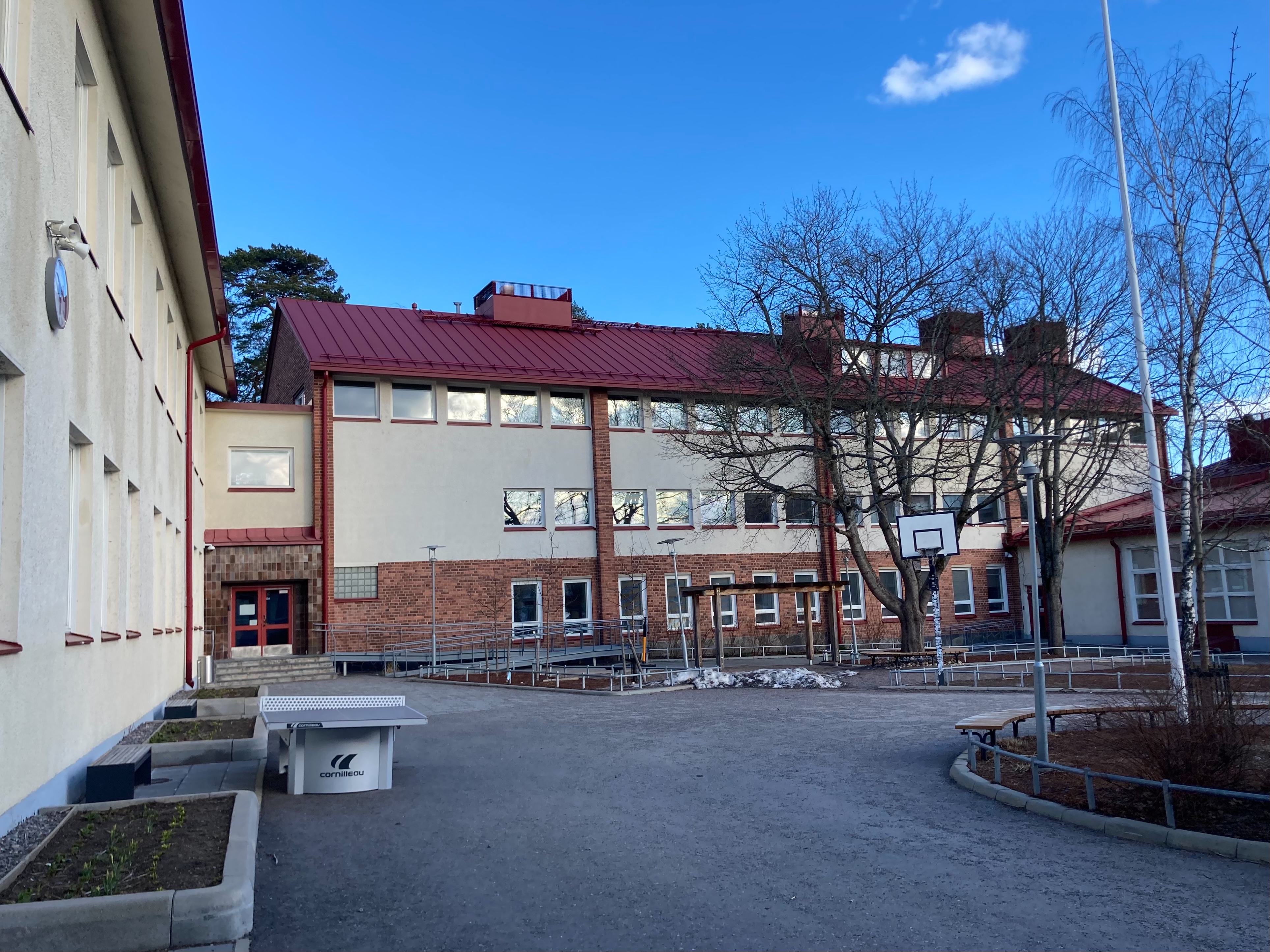
Bakgården i Munksnäs år 2021

Munksnäs svenska samskola, även kallad Muncca, var ett svenskspråkigt läroverk i Helsingfors år 1952-1977. Skolans före detta skolbyggnad vid Solnavägen 18-20 i Munksnäs inhyser sedan början av 2010-talet en del av grundskolan Hoplaxskolan.

## Historia
Munksnäs svenska samskolas föregångare var Svenska samskolan i Helsingfors (Pontan) som verkade 1913-1952 i Brunnsparken. Skolan flyttade stegvis 1945-1952 från Parkgatan 4 i Brunnsparken till Solnavägen 18-20 i Munksnäs. 
De första åren verkade skolan i en gul hyrvilla invid Kadettvägen, Andersberg. Skolans nya fastighet i Munksnäs färdigställdes i sex skeden år 1949-1962. År 1952 bytte skolan namn till Munksnäs svenska samskola och ägarskapet gick över från Stiftelsen svenska samskolan i Helsingfors till Munksnäs svenska skolförening.
I samband med övergången till grundskolesystemet år 1977 slogs skolans övre klasser samman med Nya svenska läroverket (Lärkan). Den nya skolan fick namnet Gymnasiet Lärkan och flyttade till Södra Haga. 
Efter 1977 fortsatte skolans lägre klasser i Munksnäs som Munksnäs högstadium. I början av 2010-talet slogs högstadiet samman med Munksnäs lågstadieskola, Sockenbacka lågstadieskola, Kårböle lågstadieskola och Haga lågstadieskola. Den nya skolan med namnet Hoplaxskolan blev en grundskola som omfattar årskurserna 1-9 samt förskola indelad i flera underenheter i Haga, Kårböle, Munksnäs och Sockenbacka.

## Elevantal
| Läsår   | Lärare | Elever | Studenter |
| 1950/51 | 21     | 221    | 10        |
| 1960/61 | 29     | 472    | 24        |
| 1970/71 | 29     | 531    | 42        |

## Rektorer
- Håkan Lindberg 1936-1946, fortsätta från Svenska samskolan i Helsingfors
- Gunnar Fagerlund 1946-1973
- Bo-Erik Gran 1973-1977

## Kända alumner
- Bengt Holmström
- Joakim Groth

## Publikationer om skolan
- Munksnäs svenska samskola 1945-1970, Floman, Gunnar, Salo 1971.